# Nový Most

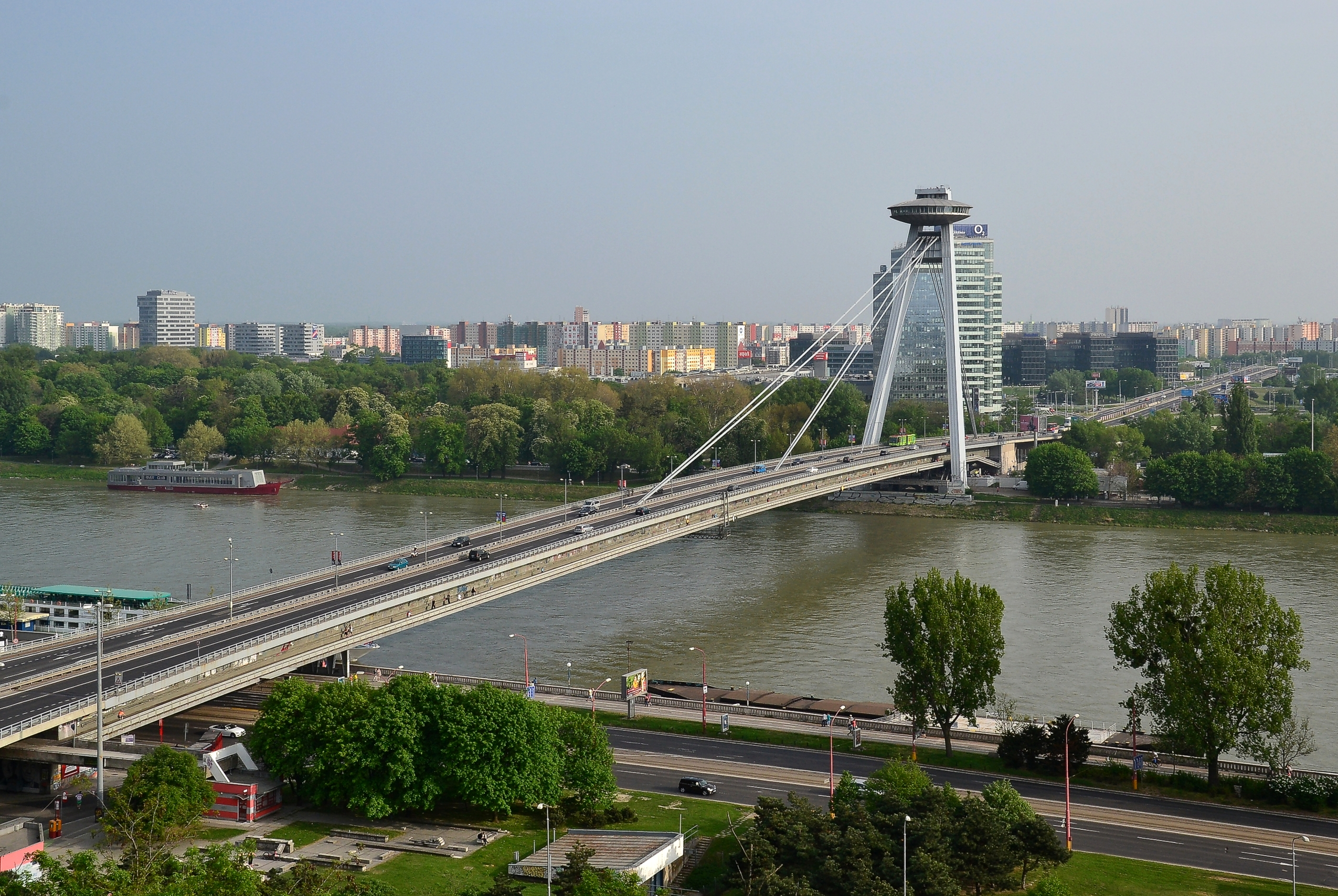
Nový Most

Nový Most (Den Nya Bron) är en bro som går över Donau i Slovakiens huvudstad, Bratislava. Bron är byggd mellan 1967 och 1972, efter ett arkitektoniskt utkast från A. Tesar, J. Lacko och I. Slamén. Nový Most är det 26:e och lägsta byggnadsverket i organisationen World Federation of Great Towers. Den är också den enda bro som är medlem där.
Bron har en huvudspännvidd på 303 meter, och är en stålkonstruktion som bärs upp av stålkablar. Bron är 430,8 meter lång, 21 meter bred, och väger 7537 ton. Bron har ett 80 meter högt torn, där det ligger en restaurang högst upp. Ovanpå restaurangen finns en utkiksplats. Tornet har gett bron smeknamnet "UFO-bron".

### Allmänna källor
- Sevärdheter - Bratislava